# Хименес Мерло, Хайме
Хайме Хименес Мерло (исп. Jaime Jiménez Merlo; род. 10 декабря 1980, Вальдепеньяс) — испанский футболист, вратарь.

## Биография
Хайме Хименес Мерло родился 10 декабря 1980 года в испанском городе Вальдепеньяс, Сьюдад-Рояль, Кастилия-Ла-Манча. Хайме играл в низших лигах до возраста около 25 лет, играя за «Сеуту» в Сегунде B. Летом 2005 года он присоединился к «Сьюдад-де-Мурсии» в Сегунде, дебютировал в лиге 13 ноября в домашнем матче против «Реал Вальядолида», и проиграв со счетом 0-2.

## Клубная карьера
Футбольная карьера Хайме началась в клубе «Вальдепеньяс», где он провел 1998/1999 сезон. Следующий сезон прошёл в «Валенсии», выступающей на тот момент в Сегунде Б.
В 2000 году Мерло подписывает контракт с клубом «Химнастик». В том же году, но чуть позже — с «Мальорка» из Сегунды Б. В этих клубах вратарю не удалось выступить в основном составе.
До перехода в «Реал Вальядолид» вратарь выступал также за клубы: «Самора» (35 матчей), «Сеута» (50 матчей), «Сьюдад де Мурсия» (47 матчей), «Гранада 74» (37 матчей) и «Эльче» (31 матч).